# Argentavis magnificens
Argentavis (il cui nome significa "uccello dell'Argentina") è un genere estinto di uccello teratornide rinvenuto in tre siti fossiliferi delle formazioni Epecuén e Andalhualá, nell'Argentina centrale e nordoccidentale, risalenti al Miocene superiore, circa 6 milioni di anni fa (Huayqueriano), dove sono stati rinvenuti un buon numero di esemplari fossili. La specie tipo, A. magnificens, talvolta chiamata con il nome comune teratornide gigante, rappresenta uno tra i più grandi uccelli volanti mai esistiti. Sebbene sia ancora considerato l'uccello volante più pesante conosciuto, l'apertura alare di Argentavis era probabilmente inferiore a quella di Pelagornis sandersi, che si stima avesse ali circa il 20% più lunghe di quelle di Argentavis, secondo la sua descrizione nel 2014.

## Descrizione
L'unico esemplare conosciuto di Argentavis che comprende un omero (osso del braccio) è alquanto danneggiato. Anche così, l'omero consente una stima abbastanza accurata della sua lunghezza in vita. L'omero di Argentavis era solo leggermente più corto di un intero braccio umano. Apparentemente la specie aveva gambe robuste e forti e piedi grandi che le permettevano di camminare con facilità. Il becco era grande, piuttosto allungato e presentava una punta uncinata con un'ampia apertura.

### Dimensioni

Confronto tra Argentavis e (da sinistra a destra) un essere umano, un pinguino gigante miocenico, un pinguino imperatore, un uccello elefante, uno struzzo e un condor andino; tuttavia il peso stimato e l'apertura alare di Argentavis, come indicato, sono stati leggermente ridotti

Le stime sull'apertura alare di Argentavis variano ampiamente a seconda del metodo utilizzato per il ridimensionamento, le analisi di regressione o confronti con il condor della California. Originariamente, per la specie era stata pubblicata un'apertura alare di 7,5-8 metri, ma stime più recenti collocano l'apertura alare dell'animale in un intervallo tra i 5,09 e i 6,5 metri. Tuttavia, è incerto se questi uccelli potessero realmente raggiungere un'apertura alare di 7 metri. Al momento della sua descrizione, Argentavis era il più grande uccello volante mai esistito, tuttavia, il suo record è stato superato da un'altra specie estinta, Pelagornis sandersi, descritto nel 2014, che presentava ali più lunghe raggiungendo un'apertura alare media compresa tra i 7 e i 7,4 metri. Quando l'animale era a terra, la sua altezza sarebbe stata più o meno equivalente a quella di una persona, da 1,5 a 1,8 metri d'altezza, inoltre la sua lunghezza totale (dalla punta del becco alla punta della coda) era di circa 3,5 metri.
Originariamente, il peso stimato per questo animale stimava una massa corporea di 80 kg, ma tecniche più precise mostrano che una massa più nella media sarebbe stata probabilmente da 70 a 72 kg, sebbene il peso di diversi esemplari sarebbe variato a seconda delle condizioni. Con una massa simile Argentavis conserva ancora, con un margine considerevole, il titolo di uccello volante più pesante conosciuto. In questo, Pelagornis pesava non più di 22–40 kg. Per fare un confronto, l'uccello vivente con l'apertura alare più grande è l'albatro urlatore (Diomedea exulans), la cui apertura alare misura in media 3 metri, raggiungendo talvolta anche i 3,7 metri. Siccome Argentavis viveva nell'entroterra, un altro buon punto di paragone è il condor delle Ande (Vultur gryphus), il più grande uccello volante dell'entroterra con apertura alare e peso medi, con un'apertura alare massima di 3,3 metri, un'apertura alare media di circa 2,82 metri, ed un peso di 15 kg. Si ritiene che gli avvoltoi del Nuovo Mondo come il condor siano i parenti viventi più prossimi ad Argentavis e agli altri teratornidi. I pesi medi sono ovviamente molto inferiori sia nell'albatro urlatore che nel condor andino rispetto ad Argentavis, rispettivamente a circa 8,5 kg e 11,3 kg.
La capacità di volare non è una semplice questione di rapporti di peso, salvo casi estremi; devono essere prese in considerazione anche le dimensioni e la struttura dell'ala. Come regola generale, un carico alare di 25 kg/m 2 è considerato il limite per il volo aviario. È noto che gli uccelli volanti esistenti più pesanti pesano fino a 21 kg (ci sono diversi contendenti, tra cui l'otarda maggiore e l'otarda kori). Un individuo di cigno reale, che potrebbe aver perso la capacità di volo a causa del peso estremo, pesava 23 kg. Nel frattempo, la gru antigone è l'uccello volante più alto vivente, raggiungendo un'altezza massima di 1,8 metri, alta circa quanto Argentavis grazie alle lunghe zampe e al lungo collo.
Le più grandi creature volanti conosciute, tuttavia, non sono uccelli ma i grandi pterosauri azhdarchidi del Cretaceo superiore. Si stima che l'apertura alare degli azhdarchidi più grandi, come Quetzalcoatlus e Hatzegopteryx, superasse i 10 metri, con stime meno parsimoniose che arrivano addirittura a 12 metri o più. Le stime sulla massa di questi azhdarchidi sono dell'ordine di 200–250 kg e la loro altezza stimata al suolo era più o meno analoga a quella di un elefante o di una piccola giraffa. Tuttavia, queste creature avevano un'anatomia completamente diversa da quella degli uccelli, spostandosi con un'andatura quadrupede a terra, ed utilizzando la spinta delle possenti ali per sollevarsi da terra.
Le stime attualmente accettate per le dimensioni di Argentavis sono:
- Apertura alare: 5,09–6,5 m (16 ft 8 in–21 ft 4 in)[6]
- Area alare: 8,11 m² (87,3 ft²)[5]
- Carico alare: 84,6 N/m2[5] (1,77 lbs/ft2)
- Lunghezza del corpo: 3,5 m (11 ft 6 in)[5]
- Altezza: da 1,5 fino a 1,8 m (4 ft 11 in fino a 5 ft 11 in)
- Massa: da 70 fino a 72 kg (154 fino a 159 lb)[5]

## Paleobiologia

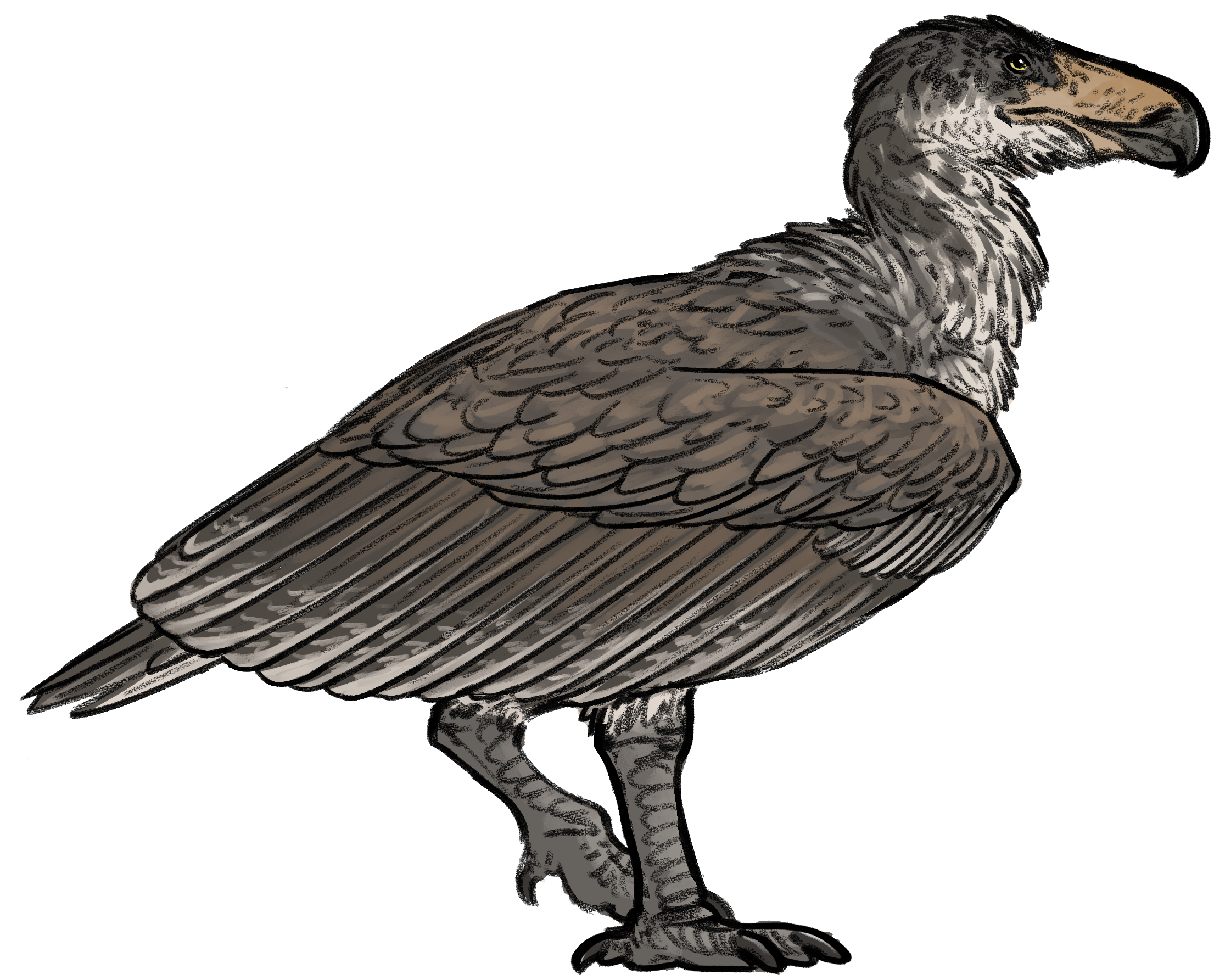
Ricostruzione artistica di un individuo a terra

### Ciclo vitale
Il confronto con gli uccelli odierni suggerisce Argentavis deponesse una o due uova, con una massa di poco più di 1 kg (più piccole di un uovo di struzzo) ogni due anni. Considerando il clima dell'epoca è probabile che questi uccelli covassero durante l'inverno, e che i genitori si scambiassero il compito di incubare e procurarsi il cibo ogni pochi giorni, e che i piccoli fossero indipendenti dopo circa 16 mesi dalla schiusa, ma non maturassero completamente fino all'età di 12 anni circa. La mortalità doveva essere molto bassa; Per mantenere una popolazione vitale, ogni anno potevano morire meno del 2% circa degli uccelli. Grazie alle sue grandi dimensioni e della capacità di volare, è possibile che Argentavis non subisse quasi alcuna predazione e la mortalità era principalmente dovuta alla vecchiaia e alle malattie.

### Volo
Dalle dimensioni e dalla struttura delle ali, si deduce che A. magnificens volasse principalmente planando, utilizzando il volo battente solo per brevi periodi. È probabile che facesse uso delle correnti termiche per salire di quota. È stato stimato che la velocità minima delle ali di A. magnificens fosse di circa 11 metri al secondo o 40 chilometri all'ora. Il decollo sarebbe dipeso dal vento. Sebbene le sue zampe fossero abbastanza forti da consentirgli di correre o saltare, le ali erano semplicemente troppo lunghe per sbattere efficacemente finché l'uccello non si trovava a una certa altezza da terra. Tuttavia, prove scheletriche suggeriscono che i suoi muscoli pettorali non erano abbastanza potenti per sbattere le ali per periodi prolungati. Argentavis potrebbe aver utilizzato i pendii delle montagne e i venti contrari per decollare, e probabilmente sarebbe riuscito a farlo anche da un terreno in leggera pendenza con poco sforzo. L'animale probabilmente volava e viveva in modo molto simile al moderno condor delle Ande, scrutando vaste aree di terra dall'alto alla ricerca di cibo. Il clima delle colline andine in Argentina durante il tardo Miocene era più caldo e secco di oggi, il che avrebbe ulteriormente aiutato l'uccello a rimanere in aria in presenza di correnti ascensionali termiche.
Gli studi sul volo dei condor indicano che Argentavis era pienamente in grado di volare in condizioni normali poiché i moderni grandi uccelli in volo trascorrono pochissimo tempo a sbattere le ali indipendentemente dall'ambiente.

### Alimentazione
Si stima che il territorio di un Argentavis misurasse, probabilmente, più di 500 chilometri quadrati, che gli uccelli selezionavano in base alla disponibilità di prede, possibilmente utilizzando una direzione generalmente nord-sud per evitare di essere rallentati dai venti avversi. Questa specie sembra meno adatta aerodinamicamente alla predazione aerea rispetto ai suoi parenti più prossimi. Probabilmente preferiva nutrirsi di carogne, ed è possibile che cacciasse abitualmente i carnivori metatheri, come i thylacosmilidi, dalle loro prede per potersene cibare. I più grandi predatori terrestri nel Miocene sudamericano erano i grandi i phorusrhacidi, colloquialmente chiamati "uccelli del terrore". I phororhacidi erano probabilmente i rivali più formidabili di Argentavis, con le specie più grandi che pesavano circa tre volte il teratornide. A differenza dei condor e degli avvoltoi esistenti, i teratornidi, generalmente, avevano becchi lunghi, simili a quelli di un'aquila e si ritiene che fossero predatori attivi. Questo è apparentemente vero anche per Argentavis, ma gli altri teratornidi erano probabilmente molto meno pesanti considerando le sostanziali differenze di dimensioni. Tuttavia, questi uccelli potrebbero aver cacciato anche prede vive, come ad esempio grandi roditori, piccoli armadilli e giovani bradipi terricoli. La specie avrebbe richiesto dai 2,5 ai 5 kg di carne al giorno. È possibile che questi uccelli attuassero uno stile di caccia simile a quello dei moderni caracara, o altri uccelli che cacciano al suolo, come bucorvi e cicogne, cacciando primariamente a terra, forse in gruppo, inseguendo piccole prede che avrebbero afferrato con gli artigli prima di inghiottite intere. La struttura del cranio sembra suggerire che la maggior parte delle prede venissero inghiottite intere anziché fatte a pezzi.